# Compagnie camerounaise d'aluminium
La Compagnie camerounaise d'aluminium, connue comme Alucam, est une entreprise produisant de l'aluminium, basée au Cameroun, à Édéa, fondée par Péchiney-Ugine. Son usine est située dans la ville d'Édéa, chef-lieu du département de la Sanaga-Maritime dans la région du Littoral, à 67 km de Douala.

## L'histoire
Après la nationalisation d'EDF en 1946, les producteurs français d'aluminium sont allés en Afrique pour continuer la même politique d'accès aux ressources hydrauliques, en Guinée sur le fleuve Konkouré, et au Congo sur le fleuve Kouilou. En 1948, la France crée la société d’économie mixte Énergie Électrique du Cameroun (ENELCAM), chargée d’aménager l’usine hydroélectrique d’Edéa I (22 MW), inaugurée le 5 février 1954. Un peu plus tard, un groupe hydroélectrique supplémentaire de 11 MW est installé sur le site pour l’alimentation en énergie électrique d'Alucam, qui réalise l'électrolyse de l'alumine pour la production d'aluminium en lingots.
Le projet est voulu par Péchiney-Ugine. Après des discussions lancées dès 1952, sur fond de crise en France, Alucam est créée en 1954 sous forme de filiale du géant métallurgiste français. Lors du choix du site d’Édéa au Cameroun, celui-ci se demande s'il ne vaut pas mieux choisir un emplacement près d’un port, quitte à transporter l’électricité. Finalement, la décision a été d’implanter l’usine près de la chute d’eau et de transporter les pondéreux. En Guinée, toute proche, Pechiney a installé une usine d’alumine, à Fria, sur un gisement de bauxite. Mais la majorité de la bauxite guinéenne est alors exportée malgré de lourdes taxesLa production d’aluminium démarre en 1957 et l’usine atteint sa pleine capacité en 1958 (50 000 tonnes) Les Français ont cherché à s’assurer des ressources hydrauliques en Guinée et au Congo, mais ces projets ont été contrecarrés par l’indépendance de la Guinée en 1958. Au même moment émerge le projet angolais de la Sonefe. 
Dans les années 1960, Alucam s'est associé à la création et au développement en aval des structures de transformation de l'aluminium. La transformation de cet aluminium en produit fini est voulue par le gouvernement du Cameroun, qui prolonge la filière par une société créée sous le nom de Socatral.

## Développement
Alucam a procédé à une extension de son usine, grâce à la mise en service du barrage hydroélectrique de Song Loulou, inauguré le 14 novembre 1981. Alucam a aussi effectué une modernisation de ses installations d'électrolyse en remplaçant les cuves à anodes Söderberg par les cuves à anodes précuites, pour un meilleur rendement. Grâce à ces aménagements, la capacité de production est passée de 55 000 tonnes à 84 000 tonnes, puis 87 000 tonnes.

## Technologie
La production d'électrolyse repose sur 274 cuves en série reparties dans 6 salles disposées parallèlement. Les cuves en question depuis 1991 hors électrolyse sont appelés des caissons réparé par le Géant Sous-traitant Difoum Daniel et son Fils Jacques François Difoum depuis 2011 par la société SRM.  La technologie "138.000 A" est développée par l'entreprise métallurgiste français Péchiney. Pour protéger l'environnement, les cuves ont été équipées des hottes de captation des gaz issus de la réaction d'électrolyse. Ces gaz sont recyclés dans les cuves après absorption sur l'alumine dans un centre de traitement des gaz.
L'électrolyse consomme 170 000 tonnes par an d'alumine importées de la République de Guinée et stockées dans les silos. Pour son fonctionnement 1 000 tonnes de cryolithe (sel double sodium et d'aluminium) sont nécessaires pour constituer un bain électrolytique dont la température est de 970 °C.
Filiale du groupe français Pechiney, entre 1954 et 2000, Alucam est devenue filiale du groupe canadien Alcan, lui-même passé en 2007 sous le contrôle du géant australien Rio Tinto, qui a créé la division Rio Tinto Alcan .

## Philatélie
En 1971, la République fédérale du Cameroun émet un timbre intitulé « Alucam Édéa ».